# Petschaft

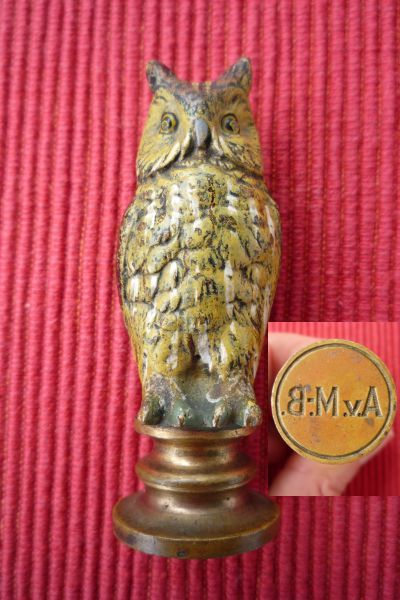
Petschaft in Form eines Uhus; rechts im Bild die gravierte Siegelfläche

Ein Petschaft (das Petschaft, fälschlich auch feminin) ist ein kleiner Stempel aus hartem Material, dessen spiegelverkehrt gravierte Stempelfläche in eine weiche, erhärtende Masse (Wachs, Siegellack) gedrückt wird. Mit ihm wird die Identität eines Absenders auf einem Brief oder die Zustimmung des Siegelführers zu einem Schriftstück beglaubigt. Auch die Unversehrtheit eines Gegenstandes (Brief, Tür), der nicht geöffnet werden darf, kann so nachgewiesen werden.

## Petschaft und Siegel
Vom Siegelstempel unterscheidet sich das Petschaft nicht prinzipiell, doch wurde und wird der Begriff vor allem für kleine, handliche Stempel und Siegelringe, die zum Verschließen von privaten Briefen mit Siegellack dienen, verwendet. Auch auf die so entstandenen Siegel wurde der Begriff früher häufig übertragen. Dagegen ist die Bezeichnung „Petschaft“ für größere Siegelstempel, die etwa in Korporationen und Ämtern zur Beurkundung dienten, heute ungewöhnlich und eher irreführend, ganz falsch überdies für Papierpräge-, Gummi- und andere Farbsiegelstempel.

## Material
Petschafte oder auch nur deren Stempelfläche bestehen entweder ganz aus Metall, nicht selten wurden und werden auch Halbedelsteine verwendet, deren gravierte Stempelfläche in einen Ring oder an einen Griff aus anderem Material eingelassen ist. Im 18. Jahrhundert wurden private Petschafte gern an der Uhrkette oder einer Chatelaine wie ein Schmuckstück getragen.
Hergestellt wurden solche Instrumente von Steinschneidern, Goldschmieden oder spezialisierten Petschierern; heute ist das Schneiden einer individuellen Stempelfläche die Aufgabe des Graveurs.

## Petschafte in der DDR
Naturgemäß finden Versiegelungsmethoden auch auf Gebieten mit starkem Geheimnisschutz Verwendung, etwa in der Spionageabwehr oder im militärischen Bereich, aber auch in Bereichen, die aus anderen Gründen als besonders schutzwürdig galten. Dabei wurde das Petschaft nicht nur beim Verschluss von Behältnissen oder Schränken angewandt, sondern auch von ganzen Diensträumen oder sogar Abteilungen.
Eine verbreitete Verwendung fand das Petschaft z. Bsp. in der Nationalen Volksarmee für die Versiegelung von Behältnissen. Zur sicheren Fixierung der mit dem Petschaft markierten Abdrücke diente ein fest an den Stahlschrank geschweißter kleiner Siegeltopf von 3 bis 4 cm Durchmesser, in dem sich eine weiche Masse befand. Auf der anderen Seite der Öffnungsspalte befand sich ein zweiter Metalltopf, in dem häufig eine Kette oder ein Faden fest verankert war. Die Kette bzw. der Faden wurde über die Öffnung bzw. den Öffnungsspalt hinweg in die Töpfe hineingedrückt und mit der Knetmasse abgedeckt. Anschließend wurde das Petschaft in die Knetmasse gedrückt, so dass sich ein Abbild abzeichnete. Auf diese Weise konnte ermittelt werden, wer das Behältnis zuletzt verschlossen hatte oder ob es zwischenzeitlich unbefugt geöffnet worden war. Ein NVA-Petschaft enthielt dazu im Siegelbild eine Kurzbezeichnung der Dienststelle und die einer bestimmten Person zugeordnete Registriernummer zur eindeutigen Identifizierung und Berechtigungsprüfung des Siegelnden.
Die gleiche Methode wurde auch an zahlreichen Stellen im zivilen Bereich angewandt, bspw. bei Personal- oder Entwicklungsabteilungen, Einrichtungen des Post- und Fernmeldewesens oder Archivräumen.

## Etymologie
Der Begriff Petschaft selbst ist ein Lehnwort aus dem Slawischen. Das Wort petschat taucht bereits im Mittelhochdeutschen auf. In der Folgezeit wandelte sich der Begriff in volksetymologischer Anlehnung an das deutsche Wortbildungsmorphem -schaft. Frühe Belege aus dem süddeutschen Sprachraum könnten darauf hinweisen, dass es sich um eine Entlehnung aus dem Altslowenischen bzw. Alttschechischen pečat (mit der Bedeutung Siegel) handeln könnte. Pfeiffer gibt an, dass der Begriff möglicherweise durch die Verwendung in der Prager Kanzlei verbreitet wurde. In vielen slawischen Sprachen existieren zum Teil sehr ähnliche Wörter; beispielsweise slowakisch pečať (dt. Siegel) oder pečiatka (dt. Stempel) sowie russisch печать (dt. Stempel). Auch im Ungarischen wurde die Bezeichnung aus den slawischen Sprachen entlehnt (pecsét).

## Bilder

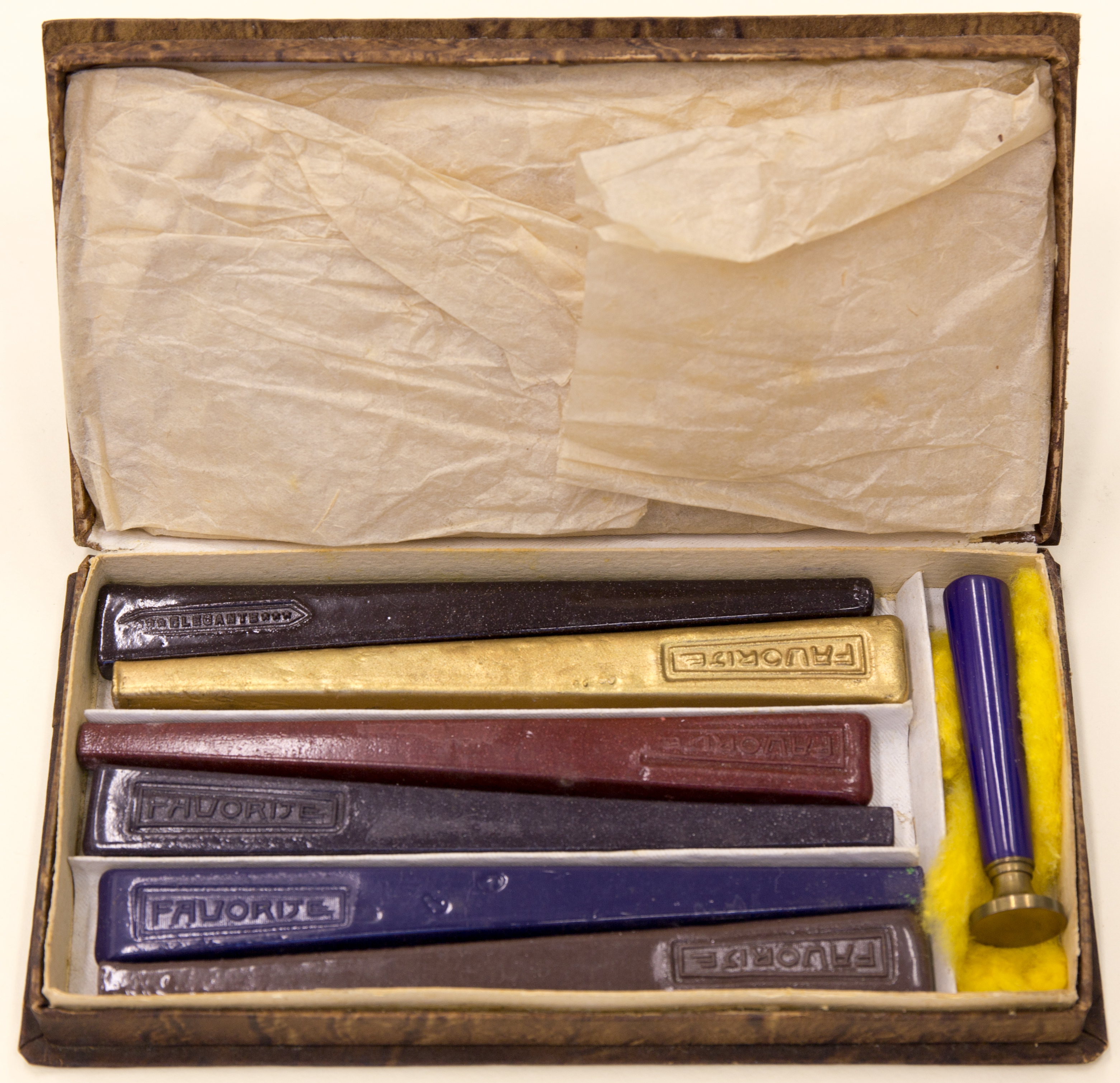
Kästchen mit Siegellack in verschiedenen Farbgebungen und Petschaft, MEK
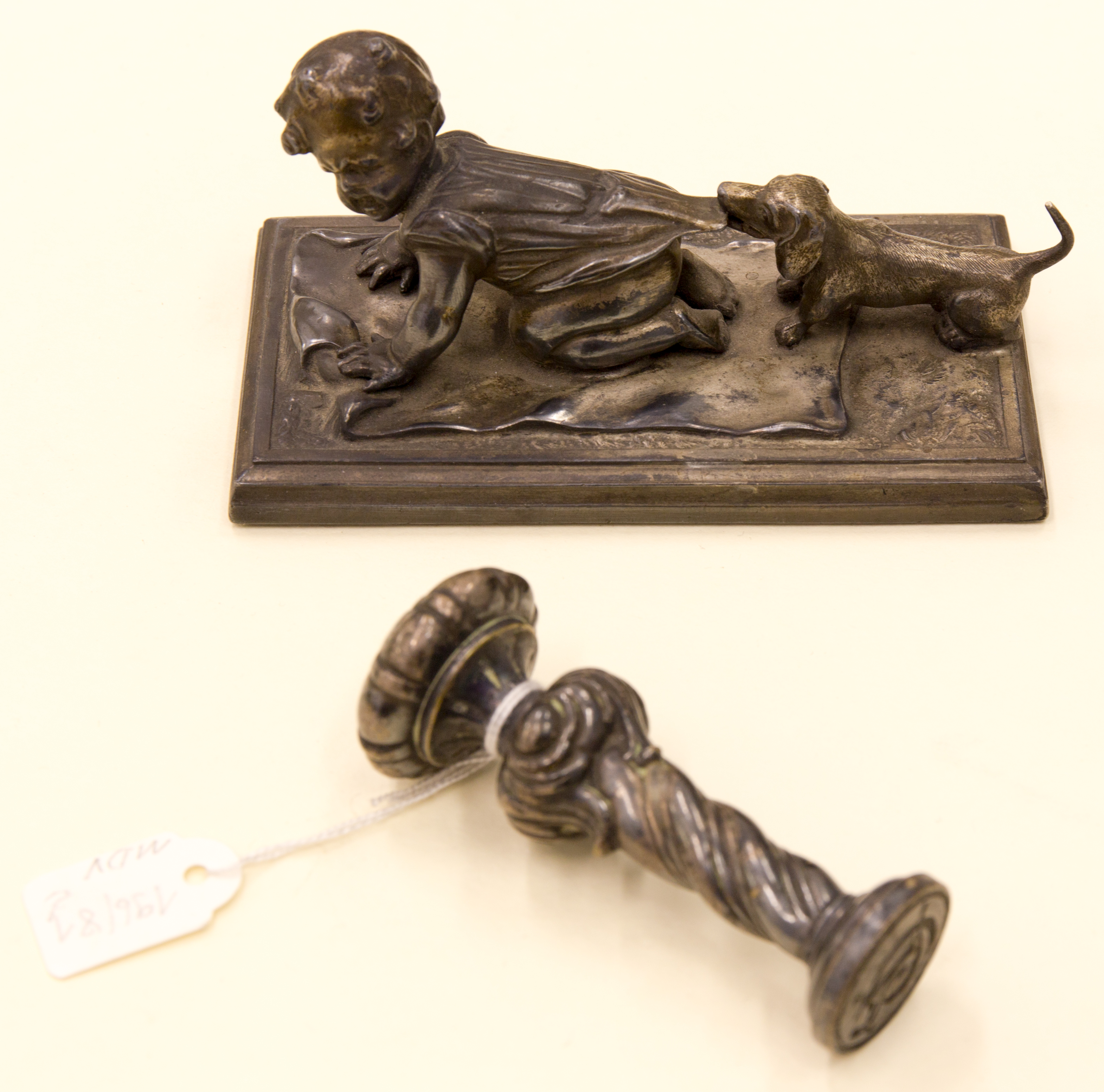
Briefbeschwerer und Petschaft, im Bestand des MEK